# Dylan McGowan
Pour les articles homonymes, voir McGowan.
Dylan John McGowan abrégé Dylan McGowan, né le 6 août 1991 à Adélaïde, est un footballeur international australien, possédant également la nationalité écossaise. Il évolue au poste de défenseur central au Kilmarnock FC.

## Carrière

### En club
Dylan McGowan signe un contrat de deux ans avec Paços de Ferreira lors de l'été 2017.

### En sélection
Avec son frère Ryan, il fait partie de l'équipe d'Australie lors de la Coupe des confédérations 2017. McGowan honore sa première sélection lors de la compétition contre le Brésil.

## Statistiques
| Saison                | Club                     | Championnat           | Championnat | Championnat | Coupe nationale | Coupe nationale | Coupe de la Ligue | Coupe de la Ligue | Compétition(s) continentale(s) | Compétition(s) continentale(s) | Compétition(s) continentale(s) | Total | Total |
| Saison                | Club                     | Division              | M.          | B.          | M.              | B.              | M.                | B.                | Comp.                          | M.                             | B.                             | M.    | B.    |
| 2010-2011             | East Fife (prêt)         | First Division        | 23          | 1           | 2               | 0               | 0                 | 0                 | -                              | -                              | -                              | 25    | 1     |
| 2011-2012             | Gold Coast United (prêt) | A-League              | 18          | 0           | 0               | 0               | -                 | -                 | -                              | -                              | -                              | 18    | 0     |
| Sous-total            | Sous-total               | Sous-total            | 41          | 1           | 2               | 0               | 0                 | 0                 | -                              | -                              | -                              | 43    | 1     |
| 2012-2013             | Heart of Midlothian      | Premiership           | 19          | 0           | 0               | 0               | 3                 | 0                 | C3                             | 0                              | 0                              | 22    | 0     |
| 2013-2014             | Heart of Midlothian      | Premiership           | 37          | 0           | 1               | 0               | 4                 | 0                 | -                              | -                              | -                              | 42    | 0     |
| Sous-total            | Sous-total               | Sous-total            | 56          | 0           | 1               | 0               | 7                 | 0                 | -                              | 0                              | 0                              | 64    | 0     |
| 2014-2015             | Adélaïde United          | A-League              | 26          | 1           | 3               | 0               | -                 | -                 | -                              | -                              | -                              | 29    | 1     |
| 2015-2016             | Adélaïde United          | A-League              | 29          | 2           | 1               | 1               | -                 | -                 | ACL                            | 1                              | 0                              | 31    | 3     |
| 2016-2017             | Adélaïde United          | A-League              | 27          | 4           | 0               | 0               | -                 | -                 | ACL                            | 5                              | 1                              | 32    | 5     |
| Sous-total            | Sous-total               | Sous-total            | 82          | 7           | 4               | 1               | -                 | -                 | -                              | 6                              | 1                              | 92    | 9     |
| Total sur la carrière | Total sur la carrière    | Total sur la carrière | 179         | 8           | 7               | 1               | 7                 | 0                 | -                              | 6                              | 1                              | 199   | 10    |

## Palmarès
Il remporte le championnat d'Australie en 2014-2015 avec le club du Adélaïde United.
- Kilmarnock
  - Champion de Scottish Championship (D2) : 2022